# پستان (جانوران)

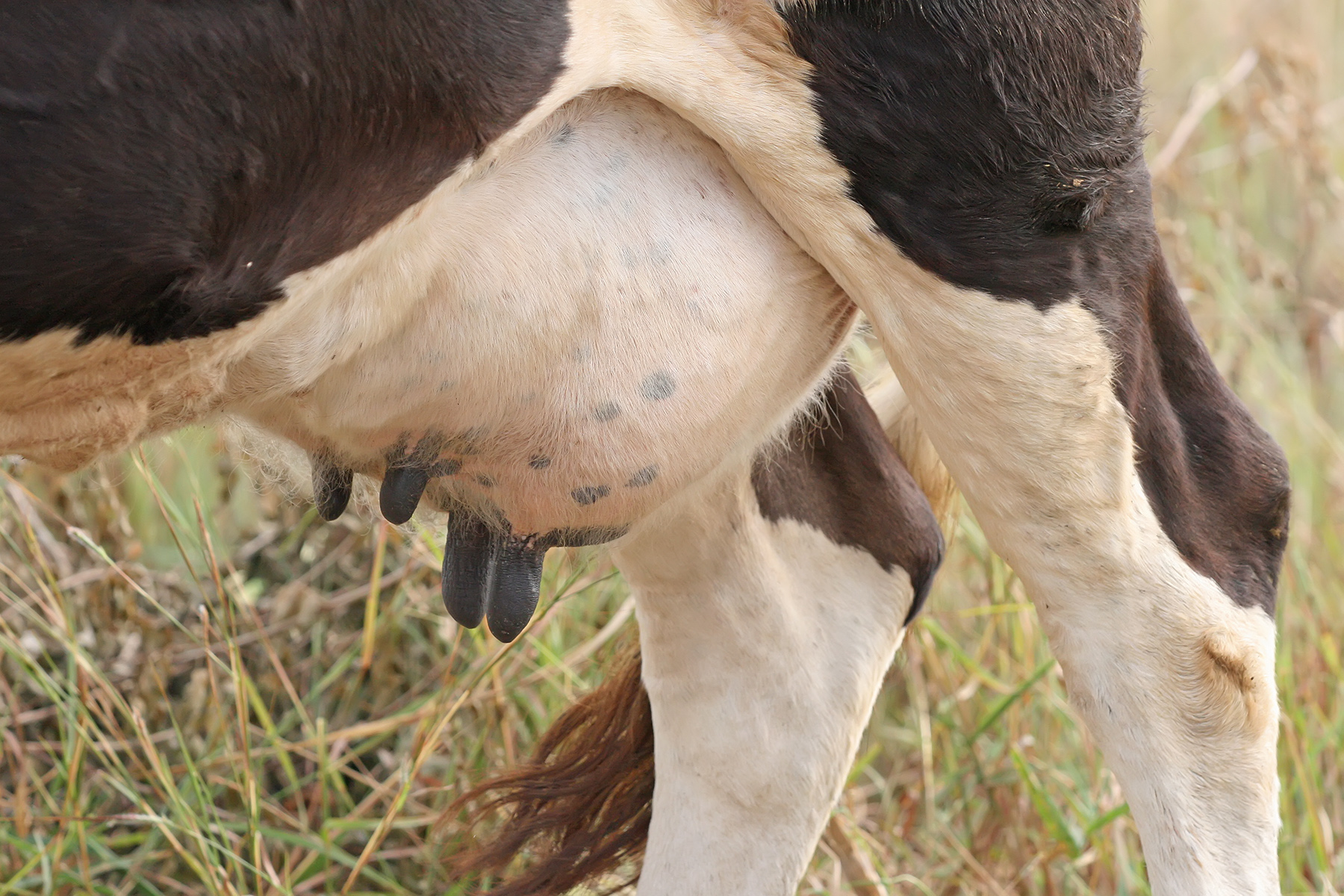
پستان گاو

پستان (به انگلیسی: Udder) عضوی است که از دو یا چهار غده پستانی بر روی ماده جانوران شیرده و نشخوارکنندگان مانند گاو، بز و گوسفند تشکیل شده‌است. پستان معادل سینه در پستانداران و فیل‌هااست. پستان یک توده تکی است که در زیر جانور آویزان شده و از جفت غدد پستانی با پستانک‌های بیرون‌زده تشکیل شده‌است. گاو و شتر به‌طور معمول دو جفت، در گوسفند، بز و آهو یک جفت و برخی از جانوران چند جفت پستانک دارند. در جانورانی که پستان دارند، غده پستانی روی خط شیر نزدیک کشاله ران رشد می‌کنند و غده‌های پستانی که روی سینه رشد می‌کنند (مانند انسان و میمون‌ها و فیل‌ها) عموماً سینه نامیده می‌شوند.